# Napoleon: Total War
Napoleon: Total War är ett strategidatorspel utvecklat av The Creative Assembly och utgivet av Sega. Det släpptes den 23 februari 2010 i Nordamerika, den 26 februari 2010 i Europa och den 8 mars 2011 i Kina. Det är den sjätte delen i Total War-serien.
Liksom i föregångaren, Empire: Total War, och i alla andra Total War spel så utspelar sig spelet på en turordningsbaserad kampanjkarta, men man kan också spela fält- och sjöslag i realtidsstrategi. 
Spelet utspelar sig huvudsakligen under Napoleonkrigen i Europa under tidigt 1800-tal, om Napoleon I:s tid som Frankrikes främste fältherre och kejsare. Spelet är uppdelat i fyra olika kampanjer, ungefär som i Road to Indepence-kampanjen i Empire: Total War. I den första delen tar man rollen som Napoleon som överbefälhavare för de franska styrkorna i Norditalien. I den andra delen tar man återigen rollen som Napoleon, under hans fälttåg i Egypten. Till skillnad från andra kampanjer i serien så är kampanjkartorna mindre, där man deltar i små uppdrag och ska försöka ta över endast små regioner tillhörande landet man strider i, istället för att ta över hela landet på bara några få slag (beroende på storleken på landet). 
Den tredje kampanjen är den största kampanjen och som utspelar sig i hela Europa. I denna kampanj kan spelaren antingen strida för Frankrike och försöka erövra hela Europa, eller så finns det sidokampanjer om man vill strida för antingen Storbritannien, Ryssland, Preussen eller  Österrike för att bekämpa Frankrike (campaigns of the coalition, upplåst direkt till skillnad från den franska grandcampaignen). Några ändringar har gjorts inom kampanjdelen. Arméer förlorar män när de marscherar på öknar eller tundraområden, men man kan rekrytera nya män automatiskt när arméerna befinner sig inom allierade territorier. Tidsperioderna per runda har också ändrats, till halvmånads perioder från Empire: Total Wars halvårsperioder. Man kan också delta i Napoleons mest kända fältslag, såsom slaget vid Austerlitz, slaget vid pyramiderna och slaget vid Waterloo, vilka är separata från huvudkampanjen.

## Slag
I spelet finns det flera sätt att spela slag.
Ett sätt är att spela kampanjen och spela slagen som kommer upp. Dessa slag kan också bli autogenererade så att man inte behöver köra dem.
Ett annat sätt är att spela Custom Battles inom dessa så kan spelaren modifiera bland annat arméerna och kartan slaget spelas på.
Det finns två Tutorial slag. Dessa är guider i grunderna för att lära nya spelare hur man kör spelet.
Ännu ett sätt att spela slag är att spela ett Historical Battle. Dessa heter Napoleon's Battles i detta spel men har funnits i nästan varje Total War och heter oftast Historical Battle. Dessa är slag som har hänt i verkligheten. Trupperna börjar på sätt som inte hade varit möjliga i ett Custom Battle. Det finns ett mindre klipp som går att spela upp som berättar bakgrunds historien. Truppstorleken är alltid modifierad.
| Slagets namn                 | Waterloo (Great Britain)                                    | Waterloo (France) | Ligny      | Dresden    | Borodino   | Austerlitz | Friedland (endast för ägare av Coalition Battle Pack) | Pyramids           | Arcole             | Lodi               | Tralfgar                     | Nile                                 |
| ---------------------------- | ----------------------------------------------------------- | ----------------- | ---------- | ---------- | ---------- | ---------- | ----------------------------------------------------- | ------------------ | ------------------ | ------------------ | ---------------------------- | ------------------------------------ |
| Typ (fält- eller sjöslag)    | Fältslag                                                    | Fältslag          | Fältslag   | Fältslag   | Fältslag   | Fältslag   | Fältslag                                              | Fältslag           | Fältslag           | Fältslag           | Sjöslag                      | Sjöslag                              |
| Land som kontrolleras        | Storbritannien                                              | Frankrike         | Frankrike  | Frankrike  | Frankrike  | Frankrike  | Frankrike                                             | Frankrike          | Frankrike          | Frankrike          | Frankrike                    | Frankrike                            |
| Befälhavare som kontrolleras | Arthur Wellesley, Duke of Wellington (hertig av Wellington) | Napoleon I        | Napoleon I | Napoleon I | Napoleon I | Napoleon I | Napoleon I                                            | Napoleon Bonaparte | Napoleon Bonaparte | Napoleon Bonaparte | Pierre-Charles de Villeneuve | François-Paul de Brueys d’Aigalliers |
| År                           | 1815                                                        | 1815              | 1815       | 1813       | 1812       | 1805       | 1807                                                  | 1798               | 1796               | 1796               | 1805                         | 1798                                 |

Det finns både sjö-, fält- belägringsslag. Alla kan spelas i Custom Battles.

## Expansioner
Expansionen The Peninsular-Campaign utspelar sig i det spanska självständighetskriget (1808-14). I denna extra kampanj kan man strida för Frankrike och ta över hela iberiska halvön, som Storbritannien och Spanien för att bekämpa Frankrike och driva Napoleons arméer bort från den iberiska halvön och ta tillbaka de förlorade områdena och ge dem till Spanien. Denna kampanj pågår främst 1812-15 men kan köras ännu längre. 
Man kan också ladda ner nya enheter och fältslag såsom slaget vid Friedland.

## Flerspelarläget
I flerspelarläget kan man, till skillnad från i enspelarläget, spela alla nationer. Till exempel som Österrike i Italien-kampanjen och som Osmanska Riket i Egypten-kampanjen. I Peninsular-kampanjen kan man även spela som Portugal etc.
Man kan köra två spelare i flerspelar-kampanjen.
Alla sätt att köra slag finns med (dock så är Historical Battle omdöpt till Scenario). Till skillnad från i enspelarläget så går det att köra på kartorna som används i Historical Battles på samma sätt som man kör ett Custom Battle.